# Machimus dubius
Machimus dubius är en tvåvingeart som beskrevs av Ricardo 1919. Machimus dubius ingår i släktet Machimus och familjen rovflugor. Inga underarter finns listade i Catalogue of Life.